# Libéma Open 2023
Il Libéma Open 2023 è stato un torneo di tennis giocato sull'erba. È stata la 32ª edizione facente parte della categoria ATP Tour 250 nell'ambito dell'ATP Tour 2023 e la 26ª edizione della categoria WTA 250 nell'ambito del WTA Tour 2023. Sia il torneo maschile sia quello femminile si sono giocati all' Autotron park di Rosmalen, nei Paesi Bassi, dal 12 al 18 giugno 2023.

## Partecipanti ATP singolare

### Teste di serie
| Nazionalità | Giocatore         | Ranking* | Testa di serie |
| ----------- | ----------------- | -------- | -------------- |
|             | Daniil Medvedev   | 2        | 1              |
| Italia      | Jannik Sinner     | 9        | 2              |
| Croazia     | Borna Ćorić       | 16       | 4              |
| Australia   | Alex de Minaur    | 19       | 5              |
| Serbia      | Miomir Kecmanović | 37       | 7              |
| Paesi Bassi | Tallon Griekspoor | 39       | 8              |
| Francia     | Ugo Humbert       | 40       | 7              |
| Stati Uniti | Maxime Cressy     | 44       | 8              |

* Ranking al 29 maggio 2023.

### Altri partecipanti
I seguenti giocatori hanno ricevuto una wild card per il tabellone principale:
- Gijs Brouwer
- Arthur Rinderknech
- Jannik Sinner

Il seguente giocatore è entrato in tabellone con il ranking protetto:
- Milos Raonic

I seguenti giocatori sono entrati nel tabellone principale passando dalle qualificazioni:

- Arthur Fils
- David Goffin
- Giovanni Mpetshi Perricard
- Ričardas Berankis

Il seguente giocatore è entrato in tabellone come lucky loser:
- Rinky Hijikata

### Ritiri
Prima del torneo
- Félix Auger-Aliassime → sostituito da  Marc-Andrea Hüsler
- Roberto Bautista Agut → sostituito da  Jason Kubler
- Pablo Carreño Busta → sostituito da  Alexei Popyrin
- Marin Čilić → sostituito da  Jordan Thompson
- Botic van de Zandschulp → sostituito da  Rinky Hijikata
- Bernabé Zapata Miralles → sostituito da  Il'ja Ivaška

## Partecipanti singolare WTA

### Teste di serie
| Nazionalità            | Giocatrice             | Ranking* | Testa di serie |
| ---------------------- | ---------------------- | -------- | -------------- |
|                        | Veronika Kudermetova   | 11       | 1              |
|                        | Ljudmila Samsonova     | 15       | 2              |
|                        | Viktoryja Azaranka     | 18       | 3              |
|                        | Ekaterina Aleksandrova | 23       | 4              |
| Belgio                 | Elise Mertens          | 28       | 5              |
| Canada                 | Bianca Andreescu       | 42       | 6              |
|                        | Aljaksandra Sasnovič   | 51       | 7              |
| Stati Uniti (bandiera) | Caty McNally           | 57       | 8              |

* Ranking al 29 maggio 2023.

### Altre partecipanti
Le seguenti giocatrici hanno ricevuto una wild card per il tabellone principale:
- Céline Naef
- Lesley Pattinama Kerkhove
- Venus Williams

La seguente giocatrice è entrata in tabellone con il ranking protetto:
- Evgenija Rodina

Le seguenti giocatrici sono entrate nel tabellone principale passando dalle qualificazioni:

- Susan Bandecchi
- Emina Bektas
- Lena Papadakis
- Zeynep Sönmez
- Natalija Stevanović
- Carol Zhao

Le seguenti giocatrici sono subentrate in tabellone come lucky loser:
- Priscilla Hon
- Sachia Vickery

### Ritiri
Prima del torneo
- Paula Badosa → sostituita da  Polina Kudermetova
- Belinda Bencic → sostituita da  Yuan Yue
- Anna Blinkova → sostituita da  Kimberly Birrell
- Marie Bouzková → sostituita da  Jessika Ponchet
- Varvara Gračëva → sostituita da  Viktória Hrunčáková
- Eva Lys → sostituita da  Priscilla Hon
- Petra Martić → sostituita da  Katie Volynets
- Elise Mertens → sostituita da  Sachia Vickery
- Karolína Muchová → sostituita da  Greet Minnen
- Shelby Rogers → sostituita da  Lucrezia Stefanini
- Zheng Qinwen → sostituita da  Dalma Gálfi

## Partecipanti ATP doppio

### Teste di serie
| Nazionalità | Giocatore       | Nazionalità | Giocatore         | Ranking* | Teste di serie |
| ----------- | --------------- | ----------- | ----------------- | -------- | -------------- |
| Paesi Bassi | Wesley Koolhof  | Regno Unito | Neal Skupski      | 2        | 1              |
| El Salvador | Marcelo Arévalo | Paesi Bassi | Jean-Julien Rojer | 12       | 2              |
| Monaco      | Hugo Nys        | Polonia     | Jan Zieliński     | 26       | 3              |
| Australia   | Rinky Hijikata  | Australia   | Jason Kubler      | 61       | 4              |

* Ranking al 29 maggio 2023.

### Altri partecipanti
Le seguenti coppie di giocatori hanno ricevuto una wild card per il tabellone principale:
- Sander Arends /  David Pel
- Matwé Middelkoop /  Bart Stevens

### Ritiri
Prima del torneo
- Jérémy Chardy /  Fabrice Martin → sostituiti da  Brandon Nakashima /  Emil Ruusuvuori
- Maxime Cressy /  Adrian Mannarino → sostituiti da  Maxime Cressy /  Fabrice Martin
- Alex de Minaur /  Max Purcell → sostituiti da  Alex de Minaur /  Jordan Thompson
- Sander Gillé /  Joran Vliegen → sostituiti da  Gonzalo Escobar /  Oleksandr Nedovjesov
- Mackenzie McDonald /  Botic van de Zandschulp → sostituiti da  Aleksandr Bublik /  Mackenzie McDonald

## Partecipanti doppio WTA

### Teste di serie
| Nazione     | Giocatrice               | Nazione     | Giocatrice         | Ranking* | Testa di serie |
| ----------- | ------------------------ | ----------- | ------------------ | -------- | -------------- |
| Belgio      | Elise Mertens            | Paesi Bassi | Demi Schuurs       | 22       | 1              |
| Stati Uniti | Nicole Melichar-Martinez | Australia   | Ellen Perez        | 29       | 2              |
| Giappone    | Shūko Aoyama             | Giappone    | Ena Shibahara      | 41       | 3              |
|             | Veronika Kudermetova     |             | Ljudmila Samsonova | 63       | 4              |

- Ranking al 29 maggio 2023.

### Altre partecipanti
Le seguenti coppie di giocatrici hanno ricevuto una wild card per il tabellone principale:
- Lesley Pattinama Kerkhove /  Bibiane Schoofs
- Lexie Stevens /  Eva Vedder

## Punti
| Torneo              | V   | F   | SF  | QF | 2T  | 1T   | Q    | Q2   | Q1   |
| Singolare maschile  | 250 | 150 | 90  | 45 | 20* | 0    | 12   | 6    | 0    |
| Doppio maschile     | 250 | 150 | 90  | 45 | 0   | N.D. | N.D. | N.D. | N.D. |
| Singolare femminile | 280 | 180 | 110 | 60 | 30  | 1    | 18   | 12   | 1    |
| Doppio femminile    | 280 | 180 | 110 | 60 | 1   | N.D. | N.D. | N.D. | N.D. |

* I giocatori con un bye ricevono i punti del primo turno.

## Montepremi
| Evento             | V        | F       | SF      | QF      | 2T      | 1T     | Q2     | Q1     |
| Singolare maschile | €102,460 | €59,760 | €35,135 | €20,360 | €11,825 | €7,225 | €3,610 | €1,970 |
| Doppio maschile*   | €35,600  | €19,040 | €11,160 | €6,240  | €3,680  | N.D.   | N.D.   | N.D.   |

## Campioni

### Singolare maschile
Tallon Griekspoor ha sconfitto in finale  Jordan Thompson con il punteggio di 6(4)-7, 7-6(3), 6-3.
• È il secondo titolo in carriera e in stagione per Griekspoor.

### Singolare femminile
Ekaterina Aleksandrova ha sconfitto in finale  Veronika Kudermetova con il punteggio di 4-6, 6-4, 7-6(3).
- È il settimo titolo in carriera per Aleksandrova, il primo della stagione e il secondo consecutivo e complessivo del torneo.

### Doppio maschile
Wesley Koolhof /  Neal Skupski hanno sconfitto in finale  Gonzalo Escobar /  Oleksandr Nedovjesov con il punteggio di 7-6(1), 6-2.

### Doppio femminile
Shūko Aoyama /  Ena Shibahara hanno sconfitto in finale  Viktória Hrunčáková /  Tereza Mihalíková con il punteggio di 6-3, 6-3.